# Nikos Kazantzakis
Nikos Kazantzaki sinh ra ở Crete năm 1883, học Luật và nhận bằng Tiến sĩ Luật tại Đại học Tổng hợp Athens. Sau đó ông sang Paris học tập dưới sự hướng dẫn của triết gia Henri Bergson, và sau đó ông còn tiếp tục học văn chương và nghệ thuật bốn năm nữa ở Đức và Ý. Năm 1945, ông trở thành Bộ trưởng Bộ giáo dục của Hy Lạp, và là Chủ tịch của Hội Nhà văn Hy Lạp. Nikos Kazantzaki qua đời vào ngày 26 tháng 10 năm 1957, hưởng thọ 74 tuổi. Được đưa về Athènes nhưng giáo hội chính thống giáo tại đây đã trục xuất ông khỏi đạo và thi hài ông được di chuyển về Iraklion, Crète. Tại giáo đường Agios Minas nghi lễ được cử hành, một đám rước vĩ đại tiếp diễn sau đó thi hài ông được mai táng trong một lăng tẩm kiểu Ai Cập, nơi thành lũy Venezia cũ, phía trên cao của Iraklion. Lăng mộ nơi ông yên nghỉ không ghi khắc tên tuổi hay ngày tháng mà duy nhất chỉ một bức mộ chí với hàng chữ mà ông đã căn dặn trước khi nhắm mắt.

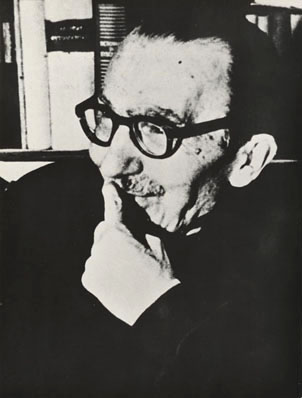
Nikos Kazantzakis